# ロードアイランド州会議事堂

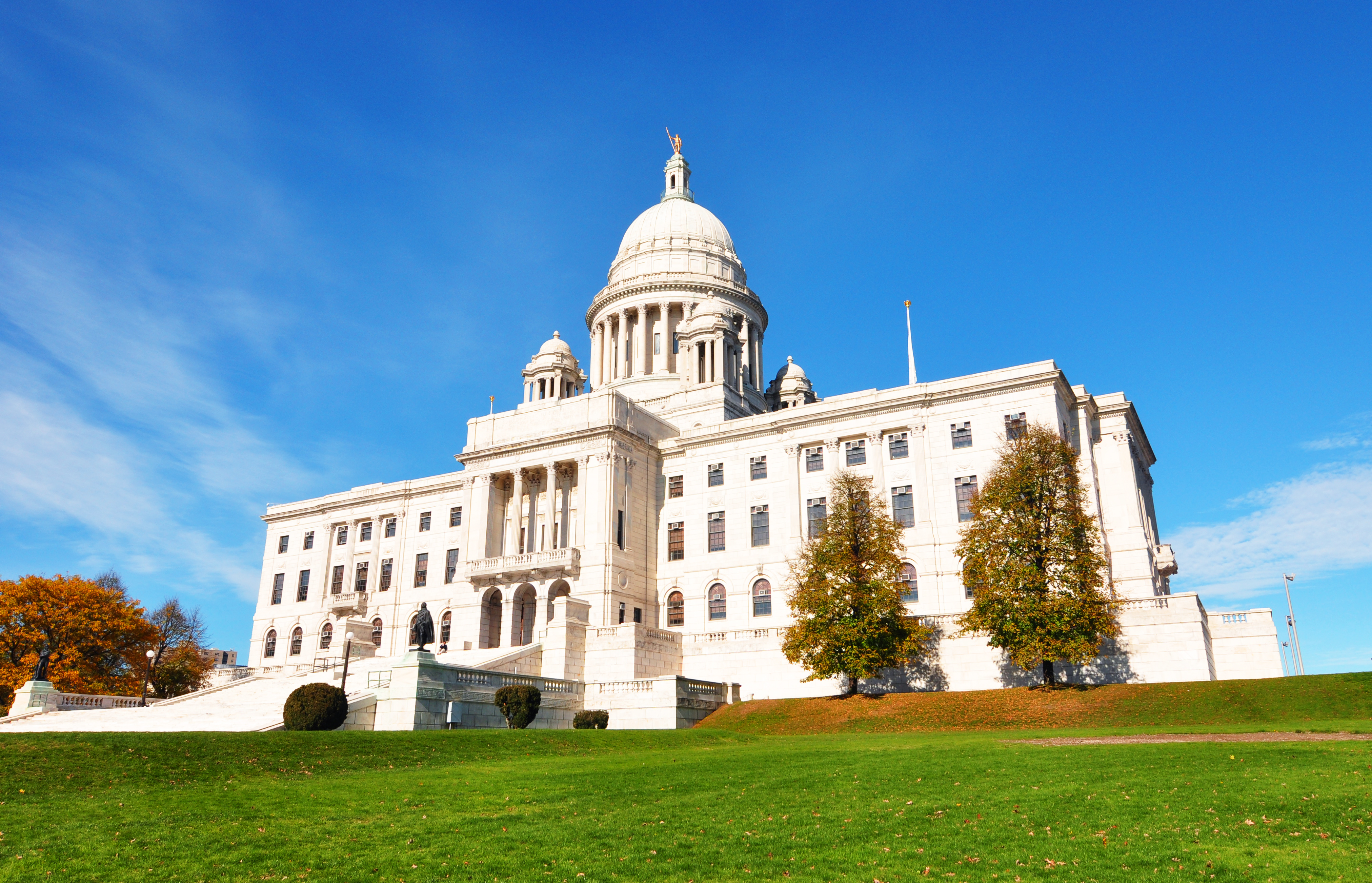
ロードアイランド州会議事堂

ロードアイランド州会議事堂（ロードアイランドしゅうかいぎじどう、Rhode Island State House）は、アメリカ合衆国ロードアイランド州の州都プロビデンスに立地する同州議会の議事堂。議事堂内にはロードアイランド州議会の上下両院の議場のほか、州知事室、州副知事室、州務長官室、および州出納局長室が設けられている。現在の新古典主義建築様式の庁舎はロードアイランド州史上7代目、またプロビデンスでは2代目となるものである。この庁舎は建築設計会社マッキム・ミード・アンド・ホワイトによって設計され、1895年から1904年にかけて建設された。1990年代には大規模な改修工事が行われた。この庁舎は1970年に国家歴史登録財に指定された。

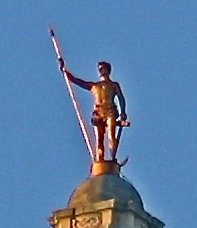
インディペンデント・マン像

議事堂の庁舎およびドームの建材には白の大理石が用いられている。この議事堂のドームは大理石造の支柱無しのものとしてはバチカン市国のサン・ピエトロ大聖堂、セントポールのミネソタ州会議事堂、インド・アーグラのタージ・マハルに次ぐ、世界で4番目に大きいドームである。ドームの頂上には「インディペンデント・マン」（Independent Man）と呼ばれる、金箔の貼られた銅像が立てられている。この像は自由と独立を象徴し、ロジャー・ウィリアムズがプロビデンス市、およびロードアイランド植民地を創設するに至った独立精神を示唆している。
ロードアイランド州議会の上院本会議場は東側のウイングに、下院本会議場は西側のウイングにそれぞれ設けられている。庁舎の北端にはロードアイランド州立図書館が設けられている。南端にはステート・ルーム（State Room）と呼ばれる、州知事室への入口となっている部屋が設けられている。この部屋には、ロードアイランド出身の画家ギルバート・スチュアートによって描かれたジョージ・ワシントンの等身大の肖像画が飾られている。また、この部屋は州知事が州会議事堂において記者会見を行ったり、法案に承認の署名をしたりする場にもなっている。
庁舎の内部には加工された大理石が用いられている。 ポルチコの奥にはロードアイランドの地において発せられた格言の引用文やロードアイランドの歴史年表がある。ドーム直下のロタンダにはロードアイランドの軍事史を示す軍旗、像、銃器が展示されている。ロタンダの中央には、真鍮製の州章のレプリカが置かれている。